# Développement de Kramers-Moyal
Pour les articles homonymes, voir Kramers et Moyal.
Dans les problèmes où une variable α est décrite par un processus stochastique on est amené à calculer l'état à l'instant t+Δt de la densité de probabilité p(α,t) de cette variable à partir de l'état à l'instant t par une équation intégro-différentielle. Le développement de Kramers-Moyal est le développement de Taylor qui permet de passer de cette équation en une équation aux dérivées partielles lorsque la valeur de Δt est faible devant la durée de corrélation du processus,.
Elle est due à Hendrik Anthony Kramers (1940) et José Enrique Moyal (1949).
{\displaystyle {\frac {\partial p(\alpha ,t)}{\partial t}}=\sum \limits _{n=1}^{\infty }{\frac {(-1)^{n}}{n!}}{\frac {\partial ^{n}}{\partial \alpha ^{n}}}{\Big [}a_{n}(\alpha )p(\alpha ,t){\Big ]}}
où les coefficients du développement sont les moments de Δα :
{\displaystyle a_{n}(\alpha )=\int \limits _{-\infty }^{\infty }(\Delta \alpha )^{n}p(\Delta \alpha ,t)\,\mathrm {d} (\Delta \alpha )}
Si on limite la série à n=2 on obtient l'équation de Fokker-Planck :
{\displaystyle {\frac {\partial p}{\partial t}}=-{\frac {\partial }{\partial \alpha }}(a_{1}p)+{\frac {1}{2}}{\frac {\partial ^{2}}{\partial \alpha ^{2}}}(a_{2}p)}